# Вільяррам'єль
Вільяррам'єль (ісп. Villarramiel) — муніципалітет в Іспанії, у складі автономної спільноти Кастилія-і-Леон, у провінції Паленсія. Населення — 933 особи (2010).
Муніципалітет розташований на відстані близько 210 км на північний захід від Мадрида, 31 км на захід від Паленсії.

## Демографія
Динаміка населення (INE ):